# Tipula heros
Tipula heros är en tvåvingeart som beskrevs av Egger 1863. Tipula heros ingår i släktet Tipula och familjen storharkrankar. Inga underarter finns listade i Catalogue of Life.